# نهائي كأس إسبانيا 1966
نهائي كأس إسبانيا 1966 هو النهائي 64 . لعبت المباراة النهائية في استاد تشامارتن في مدريد ، في 28 مايو 1966 ، وفاز بها ريال سرقسطة بعد تغلبه على أتلتيك بيلباو 2-0 .